# 국가개발부
국가개발부(Ministry of National Development, MND, 말레이어: Kementerian Pembangunan Negara, 중국어: 國家发藝舍, 타밀어: தேசிய வளர்ச்சி அமைச்சு)는 싱가포르의 토지이용계획 및 인프라 개발과 관련된 정책의 수립 및 시행을 담당하는 싱가포르 정부 부처이다.

## 역사
국가개발부는 1959년 국회의원 선거 이후에 설립되었다. 처음에는 지방자치부, 토지주택부, 통신사업부, 시의회 및 농촌위원회(건축 및 건물 조사관과), 상공부(수산, 수의학 및 수의과, 농촌개발) 산하 부서로 구성되었다.